# Duiven
Duiven – gmina w prowincji Geldria w Holandii. W 2014 roku populacja wyniosła 25 580 mieszkańców. Stolicą jest miejscowość o tej samej nazwie.

## Miejscowości

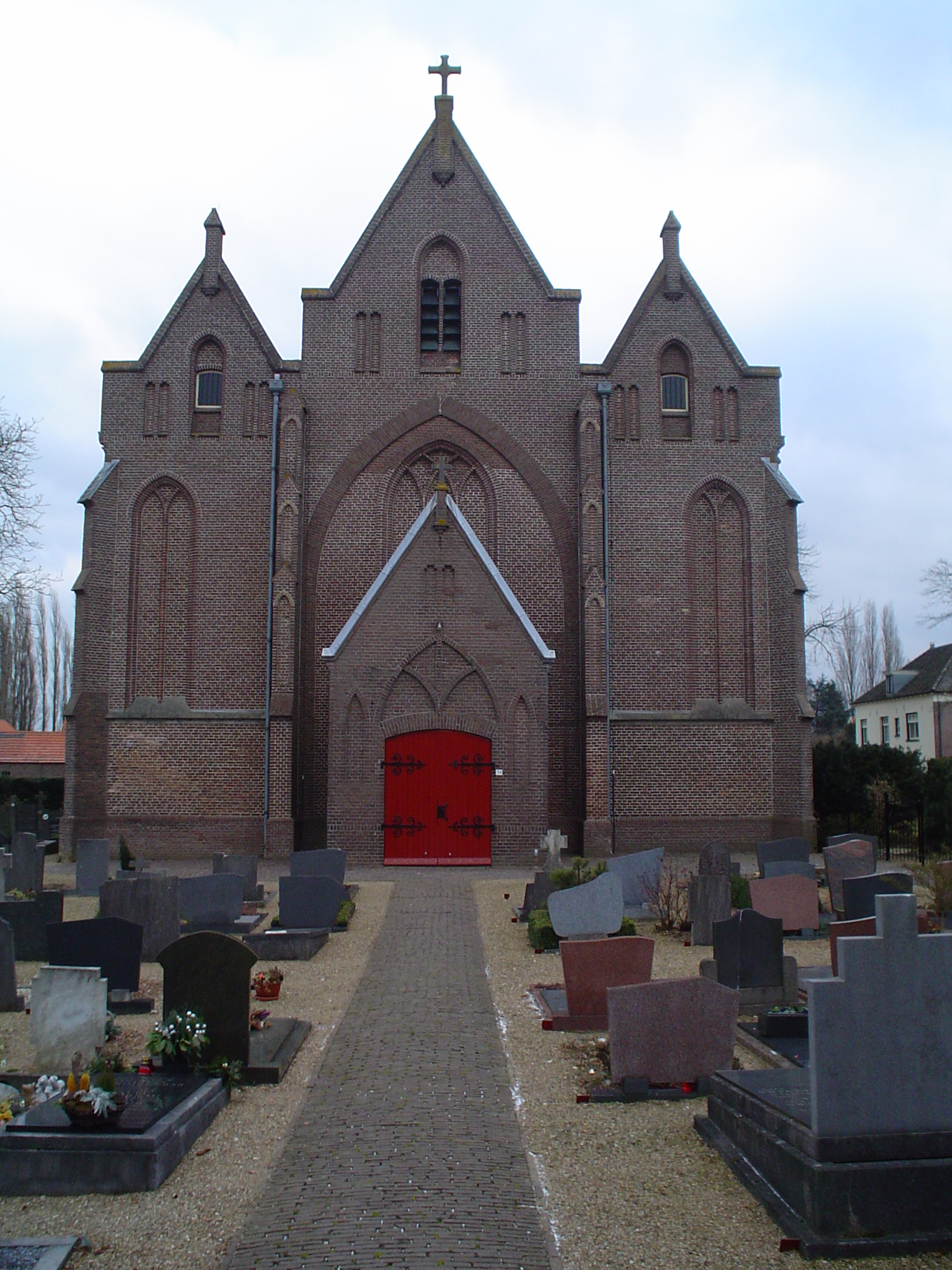
Klasztor św. Antoniego w Loo

Gmina składa się z trzech wsi:
- Duiven (22 635 mieszk.)
- Groessen (1940)
- Loo (1010)

i trzech przysiółków
- De Eng
- Helhoek
- Nieuwgraaf